# Triton (mjesec)
 Ovo je glavno značenje pojma Triton (mjesec). Za druga značenja pogledajte Triton.
Triton (također Neptun I) je najveći prirodni satelit planeta Neptun, iz grupe nepravilnih satelita, s oko 2707 kilometara u promjeru i orbitalnim periodom od -5,877 dana.

## Osnovni podaci
Triton kruži oko Neptuna na udaljenosti od oko 354.760 km. Promjer mu iznosi oko 2706 km, a masa oko 2.147x1022 kg (oko 78% našeg Mjeseca). Tritonova gustoća od samo 2 g/cm3 govori da je vjerojatno sastavljen od 25% vodenog leda i ostatka kamenog materijala.
Rotacija Tritona je sinkrona. Triton obilazi Neptuna retrogradno, za što mu treba 5,877 dana. Putanja oko Neptuna je nagnuta za čak 157° prema Neptunovu ekvatoru, koji je i sam nagnut 30° prema Neptunovoj putanji oko Sunca. Zbog toga, ovisno o dijelu putanje, Triton Suncu okreće i ekvatorsko područje i polove, što vjerojatno ima za posljedicu radikalne promjene vremena u izmjeni godišnjih doba. Za vrijeme posjeta Voyagera 2, Suncu je bio okrenut Tritonov južni pol.
Otkrio ga je Lassell 1846. godine, samo par tjedana nakon otkrića Neptuna. Jedine fotografije ovog satelita su, za sada, one koje je poslala letjelica Voyager 2, 25. kolovoza 1989. godine.

## Površina
Svi podaci o površini Tritona potječu od jednog jedinog prolaska sonde Voyager 2 1989. godine. Sonda je snimila oko 40% površine Tritona, te otkrila stjenovitu podlogu, kanjone, smrznuti metan i drugo. Površina Tritona je relativno ravna - uočeno je da topografija ne varira više od 1 kilometra.
Tritonova površina pokazuje vrlo malo kratera, što ukazuje na mladu površinu. Za vrijeme posjeta Voyagera 2, dok je Sunce obasjavalo Tritonov južni pol, cijela južna polutka je bila prekrivena ledenom kapom smrznutog dušika i metana. Metan koji je, pod utjecajem Sunčevog zračenja, reagirao s drugim elementima daje polarnoj kapi karakterističnu rozu boju.
Najzanimljiviji detalji što su ih donijele slike s Voyagera 2 su zasigurno gejziri tj. "ledeni vulkani", koji bacaju dim i do 8 km visoko. Vjetar kasnije raznosi dim desecima kilometara daleko tvoreći tamne pruge na rozom tlu. Još nije utvrđen sastav eruptivnog materijala, ali se sumnja na tekući dušik, prašinu i metanske spojeve. Vulkanizam nije tako česta pojava u sunčevu sustavu. Za sada je, osim na Tritonu, otkriven samo na Zemlji, Veneri i Jupiterovu satelitu Iou, a na Marsu su otkriveni ugasli vulkani. Izvor energije Tritonovog vulkanizma je sunčeva energija.
Polarnu kapu cijelim opsegom okružuje plavo-zeleni pojas kojeg tvori relativno svjež talog dušikovog mraza. Dio ovog pojasa prekriva tzv. "cantaloupe" teren, sustav kružnih udubina okruženih grebenima. Ove strukture su vjerojatno nastale kao posljedica periodičnih smrzavanja i topljenja.
Voyager 2 je snimio i vrlo glatke ledene ravnice nastale erupcijama vode ili mješavije vode i amonijaka iz unutrašnjosti. Ovakva vrsta vulkanizma se naziva kriovulkanizam (eng. cryovolcanism, prefiks "cryo" označava vrlo niske temperature).
Sjeverno od plavo-zelenog pojasa je površina nešto tamnija i crvenija (slika lijevo), no reljef je ostaje isti.
Na površini je temperatura oko 38 K (-235 °C). Razlog za ovako niske temperature (kao na Plutonu) je visok albedo (0.7 do 0.8), što znači da se 70 - 80% svjetlosti odbije u svemir, a ostatak grije površinu. Pri ovoj temperaturi, metan, dušik i ugljik-dioksid su u krutom stanju (zaleđeni).

## Atmosfera
Voyager 2 je na Tritonu pronašao i atmosferu, iako vrlo rijetku, dovoljnu da stvori pritisak od jedva 14 mikrobara (70.000 puta manje nego na površini mora). Atmosfera se proteže do visina od 800 km, a sastoji od dušika i manjeg udjela metana (ovi spojevi imaju mnogo niže talište od vode). Temperatura na vrhovima atmosfere je oko 95 K (-180 °C). Čestice dušikovog leda tvore sloj tankih oblaka nekoliko kilometara iznad površine.
Praćenje promjena sjaja i spektra zvijezde koju je Triton pomračio tijekom 1997. pokazala su da je temperatura nešto porasla od vremena prolaska Voyagera 2.

## Porijeklo i sudbina
Triton je jedini veliki satelit u sunčevu sustavu koji se giba retrogradno. To je jedan od pokazatelja da ovaj satelit nije izrastao uz svoj matični planet. Sumnja se da je nastao u Kuiperovom pojasu (kao i Pluton?), te se kasnije preselio bliže, gdje ga je zarobio Neptun. Još jedan argument koji ide u prilog ovoj teoriji je sličnost u građi Tritona i Plutona. Neki scenariji uključuju i sudar s nekim tada postojećim Neptunovim satelitom, što bi objasnilo čudnu putanju Nereida, te porijeklo energije za diferenciranje Tritona (taljenje i propadanje težih elemenata u središte).
Zbog svoje retrogradne orbite, Neptunove plimne sile oduzimaju energiju Tritonu, što smanjuje njegovu orbitu. U dalekoj budućnosti, Triton će ili pasti na Neptun, ili se raspasti i stvoriti prsten. Slična sudbina čeka i Marsov satelit Fobos.

## Vanjske poveznice
- Astronomska sekcija Fizikalnog društva Split - Triton,  neptunov satelit  Arhivirana inačica izvorne stranice od 16. lipnja 2008. (Wayback Machine)